# Діагностичні види
Діагностичні види (англ. diagnostic species) — види, на підставі яких ведеться діагноз  синтаксонів. При домінантному підході до класифікації Д.в.- найбільш рясні види, при флористичному — велика кількість не розглядається як діагностичний критерій. Статус Д.в. найповніше розроблений прихильниками класифікації фітоценозів флористичної. Серед Д.в. прийнято розрізняти види характерні, види диференціальні і види константні.
Характерні види служать критерієм розрізнення синтаксонів, починаючи від асоціації і вище, і наділяються властивістю вірності видів, що оцінюється за п'ятибальною шкалою. Диференціальні види багато в чому близькі до вірних, але проявляються лише в межах частини синтаксонів, хоча можуть зустрічатися і в інших синтаксонах. Константні види характеризуються «наскрізним» поширенням в межах синтаксонів; вони можуть бути характерними або диференціальними на більш високих щаблях синтаксономічної ієрархії.
Поділ видів на характерні н диференціальні і сам догмат вірних видів оскаржуються не тільки принциповими супротивниками флористичної класифікації, а й багатьма його представниками, які утворюють всередині напрямку деривати (див. Диференціація рослинних угруповань багатостороння). Відносність характерних видів визнають і самі прихильники Браун-Бланке (фр. Braun-Blanquet), які всередині цієї діагностичної групи розрізняють локальні (поширені лише на частині ареалу синтаксону), регіональні (з ареалом поширення ширшим, ніж ареал синтаксону) і головні (збіг ареалу виду і синтаксону). Існування головних характерних видів сумнівне, якщо виключити деякі ендемічні асоціації чи угруповання екстремальних умов існування.